# Frequency-resolved optical gating
Der englischsprachige Begriff frequency-resolved optical gating (FROG, dt. etwa „frequenzaufgelöste optische Verknüpfung“) bezeichnet ein Messverfahren aus der Ultrakurzzeit-Physik. Es dient zur vollständigen Charakterisierung von ultrakurzen Lichtimpulsen, beispielsweise aus einem Femtosekundenlaser, die selbst von sehr schnellen elektronischen Bauteilen nicht mehr aufgelöst werden können.

## Funktionsweise

Schematischer Aufbau

Der Aufbau eines FROG ähnelt dem eines Autokorrelators. In einem Strahlteiler wird der zu untersuchende Impuls in zwei Teile aufgespaltet. Die beiden gleichen Teilimpulse legen unterschiedlich lange Strecken zurück, deren Differenz genau einstellbar ist. Anschließend werden sie in einem nichtlinearen Kristall (beispielsweise zur Summenfrequenzerzeugung) wieder überlagert. Anstatt wie in einem Interferometer nur die Intensität der Überlagerung zu messen, werden die im nichtlinearen Kristall neu erzeugten Frequenzanteile mit einem Spektrometer untersucht. So erhält man zahlreiche Spektren für verschieden große zeitliche Überlappungen des Impulses mit sich selbst. Dieses FROG-Spektrogramm, dessen grafische Darstellung auch FROG-trace genannt wird, zeigt die Intensität {\displaystyle I_{\mathrm {FROG} }} als Funktion der Frequenz {\displaystyle \omega } und der Verzögerungszeit {\displaystyle \tau }.
Die Intensität lässt sich aus dem Betragsquadrat des elektrischen Feldes {\displaystyle E_{\mathrm {sig} }(\omega ,\tau )} berechnen und als Fourier-Transformierte von {\displaystyle E_{\mathrm {sig} }(t,\tau )} schreiben:
{\displaystyle I_{\mathrm {FROG} }=\left|E_{\mathrm {sig} }(\omega ,\tau )\right|^{2}=\left|{\mathcal {F}}[E_{\mathrm {sig} }(t,\tau )]\right|^{2}=\left|\int _{-\infty }^{\infty }E_{\mathrm {sig} }(t,\tau )e^{-\mathrm {i} \omega t}\mathrm {d} t\right|^{2}}
In Abhängigkeit von dem verwendeten nichtlinearen Prozess ist diese Funktion auf unterschiedliche Weise aus dem ursprünglichen Signal {\displaystyle E(t)} zusammengesetzt. Es existieren zahlreiche Varianten des Verfahrens, in denen jeweils verschiedene nichtlineare Effekte ausgenutzt werden. Eine häufige Variante ist die Frequenzverdopplung (second harmonic generation, SHG), bei der die Funktion
{\displaystyle E_{\mathrm {sig} }(t,\tau )=E(t)\;E(t-\tau )}
ist. Man erhält in diesem Fall die spektral aufgelöste Autokorrelation zweiter Ordnung des untersuchten Impulses. Aus diesen Daten können Dauer und auch die zeitliche und spektrale Phase des ursprünglichen Impulses rekonstruiert werden.